# Hranice, Přerov
Hranice (în germană Weißkirchen sau Mährisch Weißkirchen) este un oraș din Regiunea Olomouc din Cehia. Aproximativ 18 000 de locuitori locuiesc aici . Centrul istoric al orașului este o zonă de conservare urbană

## Demografie
| An        | 1869  | 1880  | 1890  | 1900  | 1910  | 1921  | 1930   | 1950   | 1961   | 1970   | 1980   | 1991   | 2001   | 2011   |
| --------- | ----- | ----- | ----- | ----- | ----- | ----- | ------ | ------ | ------ | ------ | ------ | ------ | ------ | ------ |
| Locuitori | 6 398 | 7 083 | 7 795 | 7 845 | 8 728 | 9 303 | 10 826 | 11 757 | 10 767 | 12 317 | 18 099 | 19 507 | 19 670 | 18 397 |

## Istorie
Zona de astăzi a orașului Hranice a fost probabil locuit încă în secolul al 12-lea. Așezarea medievală a apărut ca așezare frontalieră naturală la marginea frontierei dintre Moravia și Silezia - de la oraș la nord au existat doar păduri greu permeabile. De aici vine numele actualului oraș - Hranice. Ultimul nume german, Weisskirchen, a luat naștere doar mai târziu, datorită poziției bisericii gotice originale, care a existat în războiul de treizeci de ani în locurile actualului paroh, care și-a format zidaria albă dominând valea râului Bečva - Latin Alba Ecclesia, germanul Weisskirchen (literalmente Biserica Albă). Mai ales în secolul al XIII-lea, Hranice a jucat un rol important ca centru de colonizare pentru regiunea actuală Potštát (răsăriturile estice ale Porții de Fier).
Înființarea orașului se datorează unui număr de lucrări cuprinse între 12 și 13 ani, care au apărut în timpul disputelor asupra graniței dintre mănăstirile Rajhradský (Benedictine) și Hradisko u Olomouce (premonstrenienii).
Prima atestare documentară, datând din 1169, aparține Mănăstirii Rajhrad și aparține celor mai credibile din punct de vedere istoric și geografic. Această listă include și legendarul fondator al orașului Hranice, pustnicul Jurik (numit de necrologul Rajhrad în 1209), care a lucrat cu adevărat în acest domeniu și merita o colonizare foarte mare.
Întreaga dispută a apărut ca urmare a presiunilor eclesiastice și politice, care au dus la reforma ecleziastică a lui Cluny: inițial mănăstirea Olomouc Hradisko, precum și mănăstirea din Benedictinele Rajhrad. Odată cu apariția așa-numitei mișcări clunyene și a noilor presiuni reformiste din Biserică (de exemplu, secolul al XII-lea), ordinele noi, cum ar fi Premonstrainienii și Ordinul Cistercian, erau mai proeminente decât cele ale celor vechi, acestea tendințele susținute și, în schimb, au fost susținute de Papă. De acolo a fost și ostilitatea și rivalitatea ordinelor ecleziastice "noi" și "vechi", care, pe lângă numeroasele dispute, au dat naștere unor comori culturale precum Codex Gigas (sau "Biblia diavolului"). Când s-au aflat în 1143 benedictine din mănăstirea Olomouc, expulzate de Premonstrațieni, au fost de asemenea contestate de posesiunile benedictine originale care nu aparțineau mănăstirii Hradisko, dar erau în apropiere, mai ales dacă proprietatea lor benedictină nu a durat prea mult, caz cu trecerea frontierei. Premonstraienii au câștigat în cele din urmă controversa grație "dovezilor incontestabile ale legii", cum ar fi popularitatea Papei și colonia de graniță benedictină, care a trecut astfel în 1222 în posesia lor. Așa-numitul contrafăcut de 1250 a fost pentru a confirma definitiv cererile de proprietate ireversibilă la convoiul de frontieră.
Indiferent de falsificarea istorică a documentelor fondatoare, orașul însuși a fost abandonat de fapt numai în a treia treime a secolului al XIII-lea, de două ori. În 1276, mănăstirea Hradisko a primit o autorizație locală, de data aceasta, pentru a înființa orașul Alba Ecclesia (la acea vreme a existat o așezare în partea de sud a insulei și sub ea). În timpul dezordinea după moartea regelui ceh Přemysl Otakar al II-lea. orașul a fost devastat și a fost relocat după 1282. În 1296, listele vorbesc despre Hranice ca oraș mic.
Până în timpul războaielor hussite, orașul cu moșii adiacente era un baraj premonstraționist frecvent, iar proprietarii conurbației se schimbau rapid. O etapă calitativ nouă în istoria orașului a adus orașul ocupația trupelor husite (Jana Tovačovský z Cimburka) în 1427. Din acel moment, Hranice a devenit parte a "imperiului" puternic al conducătorilor nescrisi ai husitului și pousitei Moravia - domnii din Cimburk. În timpul domniei lui Jan și Ctibor Tovačov de la Cimburk au fost ziduri de piatră fortificate (1435 - 1460), inițial o cetate urbană din lemn, probabil deja construită în locul actualului castel, unii dintre deținătorii de împrumuturi din oraș, a fost transformat într- castel de piatră.
În 1470, bunurile de frontieră, împreună cu castelul, au fost dobândite de domnul Albrecht Kostka din Postupice, cel mai înalt judecător din Olomouc. Dar nu a trăit prea mult în castel, iar pentru o datorie grea a fost nevoit în curând să oprească orașul cu domnul Jan Belek din Kornice. În ciuda acestui angajament, dar castelul cu vĂľσχεarea de bunuri în 1475 vândut pentru 4000 de aur și trei vieĠi (termenul "trei vieĠi" înseamnă posibilitatea de a menĠine încredere pentru trei generaĠii ale familiei, adică pentru viaĠa domnului Wilhelm și cei doi succesori ai săi), maeștrii William și Ioan de Pernstein. Această tranzacție, totuși, a complicat situația, deoarece proprietarii de drept ai aceluiași patrimoniu au fost dl. Jan Bělík și dl. Vilém z Pernštejn. Nu se știe cum sa rezolvat totul, dar până în 1477 a fost deja maestrul lui Hranice Vilém. Pernštejn a deținut orașul Hranice între 1475 și 1547. Guvernul lor este legat de înflorirea zonei de graniță și a orașului în sine. A existat, de asemenea, o altă reconstrucție a castelului orașului, care a fost în mod semnificativ extins (probabil între 1480 și 1514). Din acest moment, fundațiile cilindrice ale turnului castelului de astăzi vin.
Sub proprietatea lui Jan Kropac a inconștientului, orașul a experimentat una din ultimele Renaștere a prosperității sale. Deoarece Jan Kropáč a ales Hranice, s-au făcut modificări arhitecturale și arhitecturale ale centrului istoric, concentrându-se în principal asupra scaunului însuși - inițial Castelul Pernštejn, care a fost reconstruit într-un castel renascentist cu trei aripi. Clădirea actuală a castelului difera de structura de astăzi numai de aripa de vest, care a fost puțin mai scurtă decât astăzi și de capătul nordic al castelului, deoarece aripa arcadethe nordică nu era în picioare și castelul era separat doar de partea economică prin șanț și prin modificarea străzii de intrare (acum Castelul). Vechiul Pernštejn, inițial întregul turn cilindric, a primit o suprastructură octogonală și a fost acoperit cu un acoperiș conic cu o subsebție.
După moartea lui Jan Kropac, mai mulți proprietari (Jan de Žerotín, Frydrych din Žerotín, Jan Jetřich de Kunovice) au fost înlocuiți de Znojmo Žampach din Potštejn (între anii 1600-1609 a fost deținătorul turnului castelului și arcada sa unică nordică aripa castelului).
Ultimul proprietar al orașului Hranice, care locuia în oraș, era Vaclav Mol din Modřelice. Semnătura lui poate fi găsită, din păcate, datorită timpului în interiorul castelului bine distruse. În timpul revoltei Estoniei împotriva Habsburgilor, Vaclav Mol a fost ales dintre cei 12 directori moravici ai statului suveran, care au preluat guvernul provizoriu din Moravia. După bătălia de la Muntele Alb, orașul castelului a fost luat sub controlul trupelor imperiale în 1620. La 31 mai 1621 a fost arestat împreună cu alți nobili, Vaclav Mol, și trimis la închisoare la Olomouc. Proprietatea confiscată a fost dobândită în 1622 de un episcop și de cardinalul František Serafínský de la Dietrichstein, cu domiciliul permanent în Olomouc. În ciuda rezistenței armate a burghezilor de frontieră, orașul a preluat și, după aproape trei sute de ani, a rămas în veacul lui Dierichstein, după vânătoarea de război din secolul al XIX-lea.

## Orașe înfrățite
- Hlohovec, Slovacia
- Leidschendam-Voorburg, Olanda
- Konstancin-Jeziorna, Polonia

## Galerie de imagini

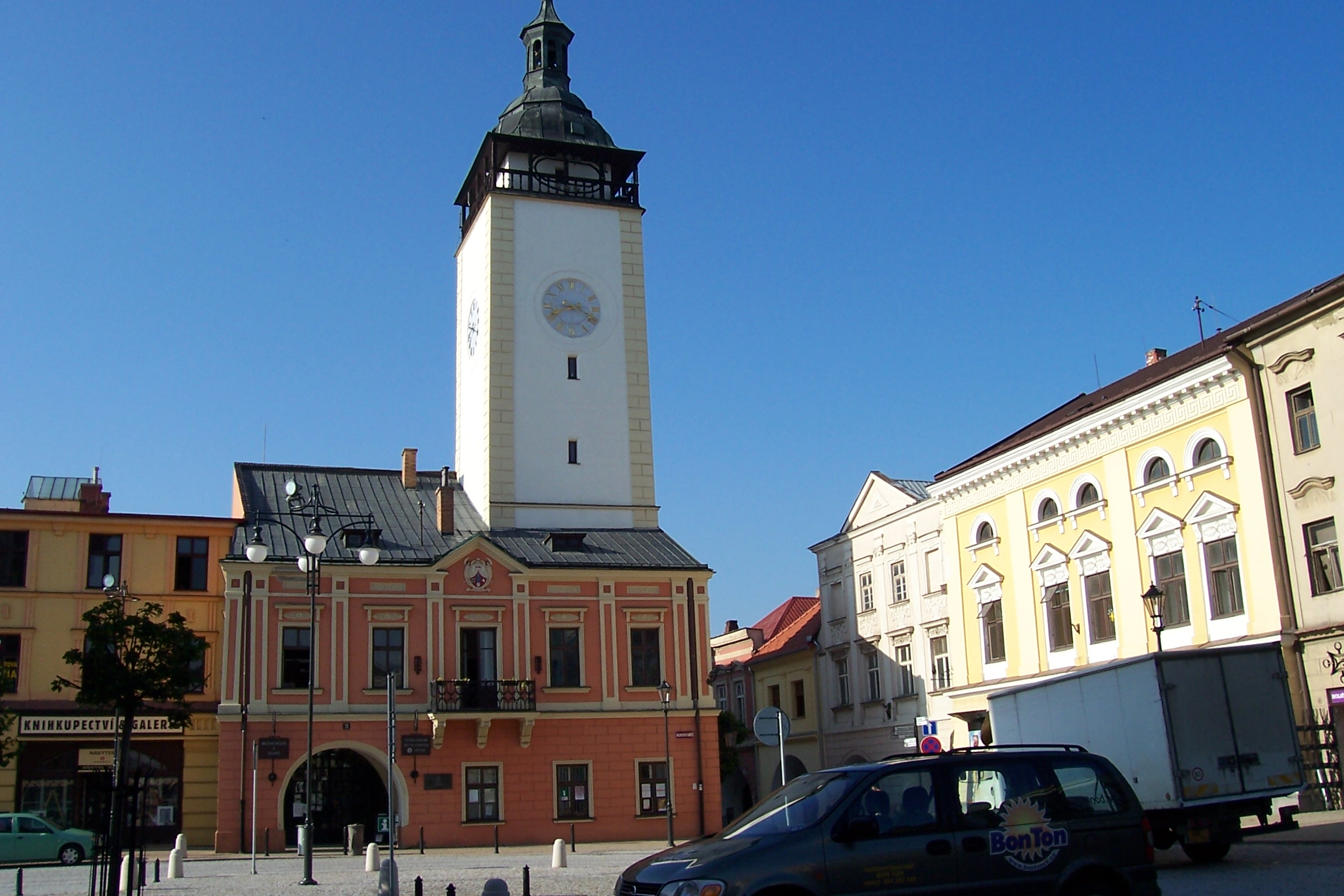
Piața și primăria